# ۳-هیدروکسی‌بوتانال
۳-هیدروکسی‌بوتانال (به انگلیسی: 3-Hydroxybutanal) یک ترکیب شیمیایی با شناسه پاب‌کم ۷۸۹۷ است. 